# Rona Bailey

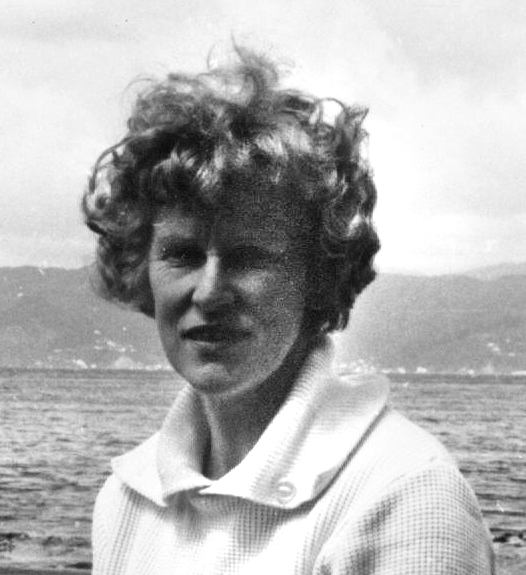
Rona Bailey (1963)

Rona Bailey (* 24. Dezember 1914 in Whanganui, Neuseeland; † 7. September 2005 in Wellington) war eine neuseeländische Tänzerin und politische Aktivistin.

## Leben
Rona Bailey wurde am 24. Dezember 1914 als Tochter der französischen Gelehrten in Musik und Malerei, Catherine Sara Picken, und dem Bergarbeiter Isaac Stephenson aus Yorkshire, England, in Whanganui, im Whanganui District auf der Nordinsel Neuseelands geboren. Ihr Vater eröffnete 1921 in Gisborne eine Schuhgeschäft. Bailey wuchs in einer komfortablen Mittelschichtsgesellschaft auf, besuchte die Gisborne High School und absolvierte eine Ausbildung als Lehrerin an den Colleges in Auckland und Christchurch, an denen sie sportlich aktiv war und Basketball in einer Mannschaft spielte.

## Vereinigte Staaten
Von 1937 bis 1938 studierte sie Leibeserziehung an der University of California in Berkeley und von 1938 bis 1939 an der Columbia University in New York. Während dieser Zeit kam Bailey mit sozialistischen Ideen in Kontakt und freundete sich mit Adele Carlson an, deren Mann bei der roten Armee in China aktiv war. Zudem hatte sie eine kurze Beziehung zu Archie Williams, einem afroamerikanischen Athleten und erlebte über ihn, was Rassismus bedeutet. Auch entwickelte sie in jener Zeit ihr Interesse an Tanz und Theater und kam mit dem Modernen Tanz nach Doris Humphrey, Martha Graham, Charles Weidmann und Louis Horst in Kontakt.

## Zurück in Neuseeland
Nach ihrer Rückkehr nach Neuseeland unterrichtete Bailey kurzzeitig Leibeserziehung an einer privaten Mädchenschule in Havelock North und wechselte noch im Jahr 1939 zum Department of Internal Affairs, das unter der seinerzeit regierenden Labour Party einen sogenannten Physical Welfare Branch (Abteilung Physikalische Wohlergehen) eröffnete, um die Sport- und Leibeserziehung in Neuseeland zu fördern. Von 1939 bis 1943 war sie zunächst in Hamilton und anschließend von 1943 bis 1952 in Wellington tätig. Zu ihren Aufgaben gehörte es, Sportprogramme zu entwickeln und Ausbilder und Leiter vor Ort auszubilden und zu schulen. In Wellington integrierte sie moderne Tanztechniken aus den Vereinigten Staaten in die Lehrpläne am Wellington Teachers' Training College.

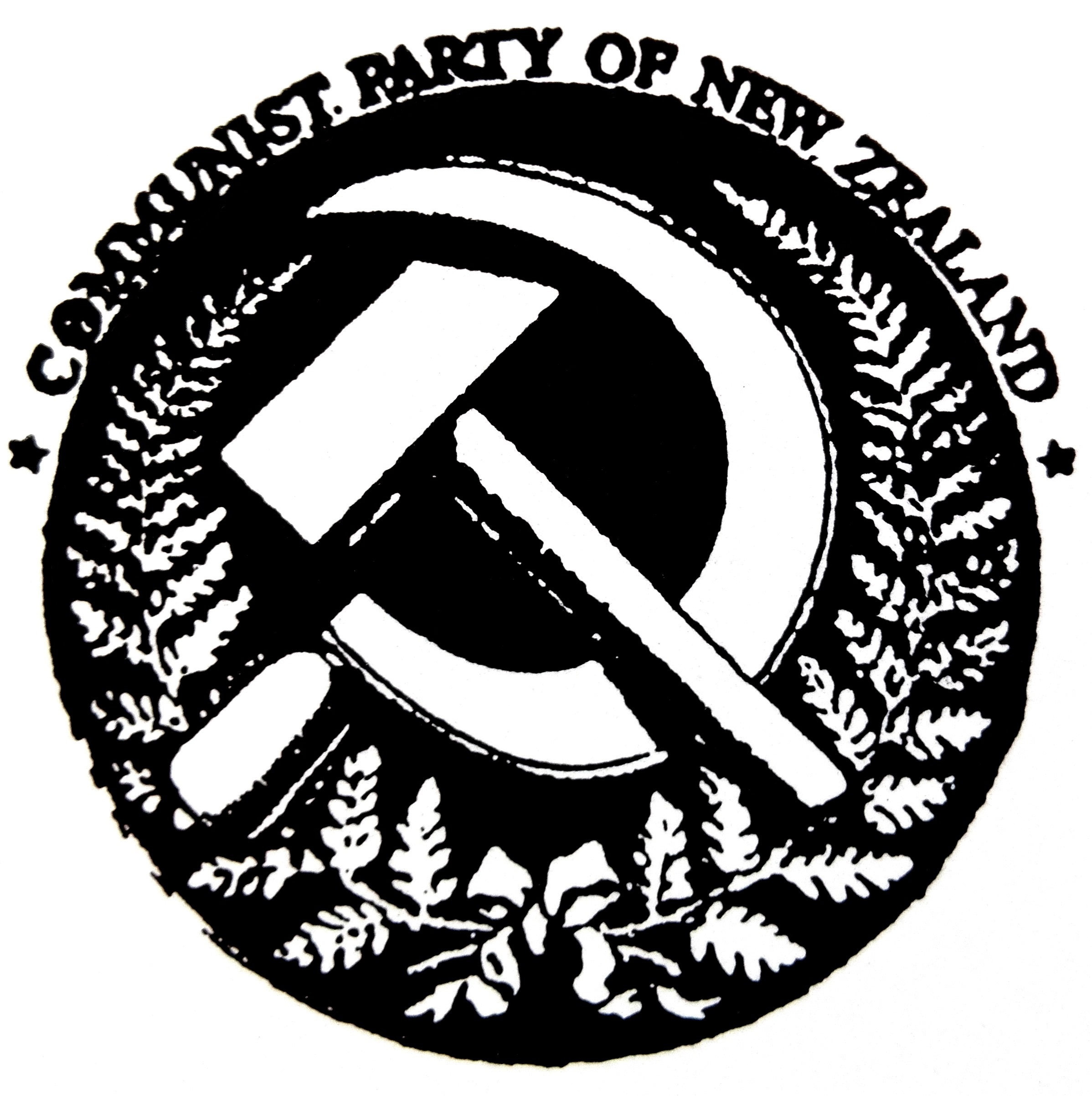
Logo der Communist Party of New Zealand

Schon kurz nach ihrer Rückkehr nach Neuseeland wurde Bailey im linken People's Theatre in Hamilton aktiv und heiratete am 22. Dezember 1942 Ronald Lindley, Kommunist und einer der Gründer des Theaters. Doch im Dezember 1944 ließen sich beide wieder scheiden. Nach ihrem Wechsel nach Wellington wurde Bailey Teil des dortigen Unity Theatre. Der dortige Sekretär gewann sie dann auch für die Communist Party of New Zealand. Am 15. Juni 1945 heiratete sie den Gewerkschaftler und Taxifahrer Reginald John Bailey, der ebenfalls Mitglied des Theaters war.
1945 gründete Bailey zusammen mit dem Leiter des Physical Education Branch, Philip Smithells, die New Dance Group, um mit ihm und ihren Erfahrungen aus den Vereinigten Staaten zeitgenössische soziale und politische Themen zusammen mit Sportstudenten und Sportlehrern in Tanzbewegungen umzusetzen. 1948 endete das Projekt, nachdem Philip Smithells nach Dunedin ging. Während ihrer Zeit in Wellington war Bailey auch Mitglied der Gewerkschaft Public Service Association, Präsidentin der Frauenkomitees und kämpfte für gleichen Lohn für Frauen im öffentlichen Dienst.
1947 ging Bailey nach Großbritannien, um weiter in ihrem beruflichen Fachbereich zu studieren und besuchte aus politischen Gründen die Tschechoslowakei, Ungarn und Jugoslawien. Als sie nach Neuseeland zurückkehrte, hatte der Kalte Krieg zwischen Ost und West begonnen. Das politische Klima wirkte sich auch auf Neuseeland aus und ließ die Communist Party of New Zealand zusehends unter Druck geraten. Bailey, immer noch Mitglied der Partei, unterstützte heimlich ausgesperrte Hafenarbeiter im Jahr 1951.
1952 erkrankte Bailey an Tuberkulose und zog sich für ein Jahr aus der Öffentlichkeit zurück. Wieder genesen, übernahm sie eine Stelle als nationale Sekretärin der Society for Closer Relations with the USSR. Nach dem Tod ihres Mannes im Jahr 1963 übernahm sie die Stelle einer Teilzeitkorrespondentin für die New China News Agency Xinhua in Neuseeland und wurde in das Komitee der Communist Party of New Zealand, die sich nach der chinesisch-sowjetischen Spaltung auf die Seite Chinas schlug, gewählt. Von 1965 bis 1976 war Bailey eine zentrale Persönlichkeit im Wellington’s Committee on Vietnam gegen den Vietnamkrieg. 1970 wurde Bailey zusammen mit anderen Mitglieder aus der Communist Party of New Zealand ausgeschlossen, da sie sich gegen die zunehmende dogmatische Ausrichtung der Partei zu wehren versuchten.
1976 wurde Bailey Gründungsmitglied der Wellington Marxist-Leninist Organisation und 1980 der Workers’ Communist League of New Zealand, verließ letztere aber fünf Jahre später in der Erkenntnis, dass das Organisationsprinzip des demokratischen Zentralismus der kommunistischen Parteien falsch sei.
Neben ihrem Engagement für und im Theater studierte sie u. a. Volkslieder und Balladen, brachte ihr Wissen in mehrere Langspielplatten mit neuseeländischen Liedern ein und veröffentlichte im Jahr 1967 zusammen mit Bert Roth ein Buch mit Liedtexten. Auch engagierte sie sich seit den späteren 1940er Jahre gegen die südafrikanische Apartheid und war besonders aktiv, als 1960 die All Blacks eine Rugby-Tour durch Südafrika machten. Zudem engagierte sie sich später in dem Waitangi-Projekt, das 1985 zur Bildung und Aufklärung der Pākehā (Weißen) in Bezug auf den Treaty of Waitangi ins Leben gerufen wurde. 1987 wurde sie noch im neu gegründeten Trade Union History Project (später Labour History Project genannt) aktiv und nahm Teil an der Archivierung der Geschichte der Gewerkschaften und der Arbeiterklasse in Neuseeland.
Rona Bailey starb im Alter von 90 Jahren am 7. September 2005 in Wellington.

## Publikationen
- Rona Bailey, Herbert Otto Roth, Neil Colquhoun: Shanties by the way: a selection of New Zealand popular songs and ballads. 4. Auflage. Whitcombe & Tombs, Christchurch 1967 (englisch).
- Rona Bailey: Where Have All the Stories Gone. In: The Public Service Journal. Band 73, 1986 (englisch).